# Рушевина
Рушевина или руина (од латинског Ruina,ae) је остатак архитектуре или оштећена, архитектура у распадању.
У различитим добима историји однос према рушевинама се мењао. У време старог века рушевина се сматрала извором обрађеног грађевинског материјала који се понекада преносио на друге грађевине. У доба ренесансе се у рушевинама почела откривати лепота. Ценили су се античке рушевине јер је антика била узор за уметност и лепоту. 
У 16. веку су се оснивале баште и паркови на местима где су биле античке рушевине. Тада се сусрећемо и са вештачки израђеним рушевинама. Вештачки израђена рушевина је она која је израђена по узору на оригиналну рушевину.
18. век се понео у оживљавању готике и ту се сусрећемо са култом рушевина и у то се време у паркове интегришу и праве рушевине.
У 19. веку долази на сцену брига за културну оставштину и успомене и захваљујући овом многи објекти нису постали рушевине и били су поправљани и обнављани. Јавили су мишљења и осуде сваке рестаурације и мешања људске руке изузев у случају да постоји опасност од уништења а у исто време се јавља и градња руина као реквизита енглеског парка. Долазак другог светског рата је оставио многе руине које нису имале естетске вредности и реконструисане су у првобитна стања.